# 關稅同盟煤礦工業建築群

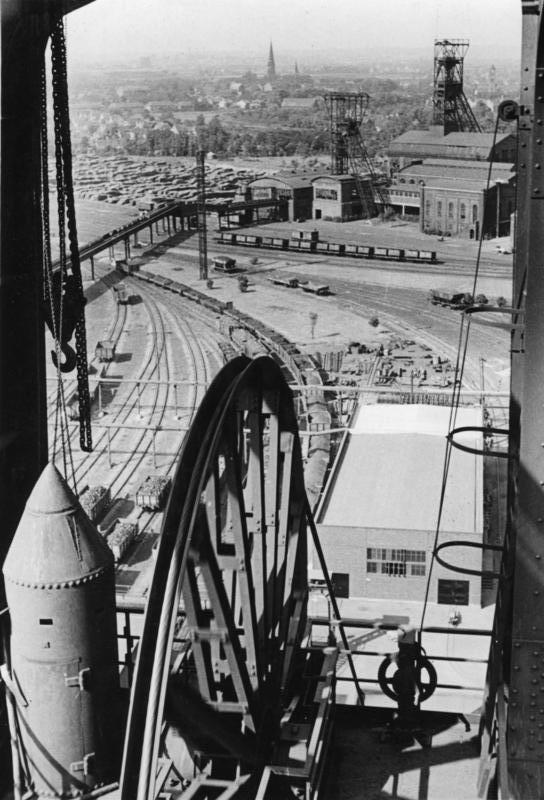
Zollverein, 1949

關稅同盟煤礦工業建築群位於德國埃森西部，為歷史性工業紀念物，並在2001年為聯合國教科文組織指定世界遺產，同年成立關稅同盟發展責任有限公司，如關稅同盟基金會與工業紀念物歷史文化保存基金會等，為這個已不再運作的工業建築群作保存與再利用。
礦業關稅同盟成就了建築與技術的專業結合，對於當時以實質機能為主的工業建築來說，有著指標性的意義。
這個地方長期被視為當時歐洲最現代的煉焦場，每天提煉出一萬頓煤。因鋼鐵危機與快速減少的煤礦需求，讓這個煉焦場於1993年6月30日不再運作。